# James Byng
James Byng (n. 1985) es un actor y vocalista inglés. Con solo diez años empezó su carrera de actor. Todo compenzó en el West End, en el papel de Oliver. En el mismo papel fue en la gira nacional y en el concierto benéfica Hey, Mr. Producer!, un homenaje al productor teatral Cameron Mackintosh en el Teatro Lyceum (8 de junio de 1998). 
James interpretaba el papel de Gavroche en el musical Les Misérables en el Teatro Palace. El año pasado James aparecía en unos varios papeles y después asumido el papel de Frodo Bolsón en la adaptación teatral de Matthew Warchus de El Señor de los Anillos en el Theatre Royal Drury Lane. En 2008/2009 James se podía ver en el papel de John Darling en el musical Peter Pan en Leeds. Recientemente él ha actuado en la obra de teatro The History Boys de Alan Bennett en el papel de David Posner. En 2010 James aparecía en el papel de Nick Willow en la obra de teatro Carrie's War.
También se podía ver a James en televisión y cine. Por ejemplo en el papel de George Hawthorne en Goodbye Mr. Chips con Martin Clunes en la versión del año 2002. En la película Rupert Brockstein's Blood Red Letters interpretaba James el Montague Bear. 
James también actuaba de moderador y cantante de jazz en el Teatro Starlight en Mánchester. 

## Teatro
- Oliver en el musical Oliver, London Palladium
- Oliver en Hey! Mr. Producer, Teatro Lyceum
- Gavroche en Les Misérables, Teatro Palace
- Oliver en Oliver!, Gira de Inglaterra, Theatre Royal, Plymouth
- Frodo Bolsón, hobbit, orco y otros papeles en El Señor de los Anillos, Theatre Royal Drury Lane
- John Darling en Peter Pan, West Yorkshire Playhouse, Leeds
- David Posner en The History Boys, Gira de Inglaterra
- Nick Willow en Carrie's War, Gira de Inglaterra

## Cine y Televisión
- George Hawthorne en Goodbye Mr. Chips
- Montague Bear en Rupert Brockstein's Blood Red Letters

## Video musical
- Office clown en Raoul del grupo The Automatic

## Discografía
- Hey, Mr. Producer!: Cast Album
- El Señor de los Anillos: Original Cast Album
- Peter Pan: 2008/2009 Cast Album